# Lac Winnipeg
Pour les articles homonymes, voir Winnipeg (homonymie).
Le lac Winnipeg est un grand lac de 24 400 km2 situé en Amérique du Nord, dans la province canadienne du Manitoba, à 217 m d'altitude et à environ 55 km au nord de la ville de Winnipeg.

## Géographie
C'est en superficie le sixième lac d'eau douce au Canada, plus grand même que le lac Ontario, mais il est relativement peu profond, 18 mètres au maximum. Il est de forme allongée, mesurant 416 kilomètres du nord au sud.
Le bassin du lac mesure environ 984 200 km2, s'étendant sur l'Alberta, la Saskatchewan, le Manitoba, le nord-ouest de l'Ontario et aux États-Unis le Montana, le Dakota du Nord, le Dakota du Sud et le Minnesota.
Parmi ses tributaires figurent :
- la Saskatchewan
- la rivière Rouge
- le Winnipeg vidangeant le lac des Bois
- le lac Manitoba qui reçoit les eaux du lac Winnipegosis

Le lac Winnipeg s'écoule au nord dans le fleuve Nelson à un débit annuel moyen de 2 066 m3/s ; il est donc tributaire de la baie d'Hudson.
Les lacs Winnipeg, Manitoba et Winnipegosis sont des reliques du lac glaciaire préhistorique Agassiz.

## Étymologie
On pense que le premier Européen à avoir vu le lac est Henry Kelsey en 1690. Il a adopté le nom que lui donnaient les Cris, wīnipēk (ᐐᓂᐯᐠ), nom signifiant « eaux boueuses ». Le nom a été repris plus tard pour la capitale du Manitoba. La Vérendrye appellera d’abord le lac Gouinipique puis Ouinipigon (et désignera la partie au Nord du détroit de la Tête-de-Bœuf —la majeure partie— lac Bourbon).